# Action!
Action! – język programowania dla Atari XL/XE, napisany przez firmę OSS Software. Język ten łączy cechy Pascala i C, jednak jego kompilator, mieszczący się na kartridżu 16 kB, generuje bardzo szybki kod wynikowy, porównywalny z asemblerem.
W okresie świetności 8-bitowych komputerów Atari, język ten był dość popularny. Powstało w nim wiele programów (np. DiskRx), gier oraz dem. Polską grą napisaną w tym języku jest np. Problem Jasia.

## Przykładowy program
Kod tradycyjnego „Hello, world!” wygląda następująco w Action!:
```
PROC Main()
    PrintE("Hello, world!")
RETURN

```

## Inne systemy
Action! był zaprojektowany specjalnie dla 8-bitowych komputerów Atari i nigdy nie został przeniesiony na inną platformę. Istnieje jednak cross-kompilator o nazwie Effectus, napisany przez słoweńskiego programistę Bostjana Goriska. Kompilator jest dostępny dla systemów Windows i Linux.